# Rapota
Rapota är en ö i Cooköarna (Nya Zeeland). Den ligger i den norra delen av landet. Ön ingår i samma atoll som Aitutaki. Den är täckt av tropisk skog.